# Nacionalismo romântico

"A liberdade guiando o povo", pintura de Delacroix que expressa a visão romântica da Revolução francesa de 1830.

O nacionalismo romântico (também chamado de nacionalismo orgânico ou nacionalismo da identidade) é uma forma de nacionalismo na qual o Estado deriva sua legitimidade política como consequência orgânica da unidade dos indivíduos que este governa. Isto inclui, dependendo da maneira particular da prática, a língua, a raça, a cultura, a religião e os costumes da "nação" em seu sentido primário de conjunto de pessoas "nascidas" dentro da cultura. Esta forma de nacionalismo surgiu como reação à hegemonia dinástica ou imperial, que proclamava a legitimidade do estado "de cima para baixo", emanando do monarca ou de outra autoridade, justificando desta maneira sua existência. O poder "de cima" poderia derivar finalmente de um Deus ou de vários deuses (veja o Direito divino dos reis).
Entre os principais temas do romantismo, e seu legado mais duradouro, as pretensões culturais do nacionalismo romântico também foram importantes na arte pós-Iluminismo e na filosofia política. Desde seu princípio, com a concentração no desenvolvimento das línguas e do folclore nacional, e o valor espiritual dos costumes e tradições locais, até os movimentos que hão de reorganizar o mapa da Europa, com as chamadas para a "autodeterminação" das nações, o nacionalismo foi uma questão importante do romantismo, determinando seu papel, suas formas de expressão e seus significados.